# Colina del Oppio

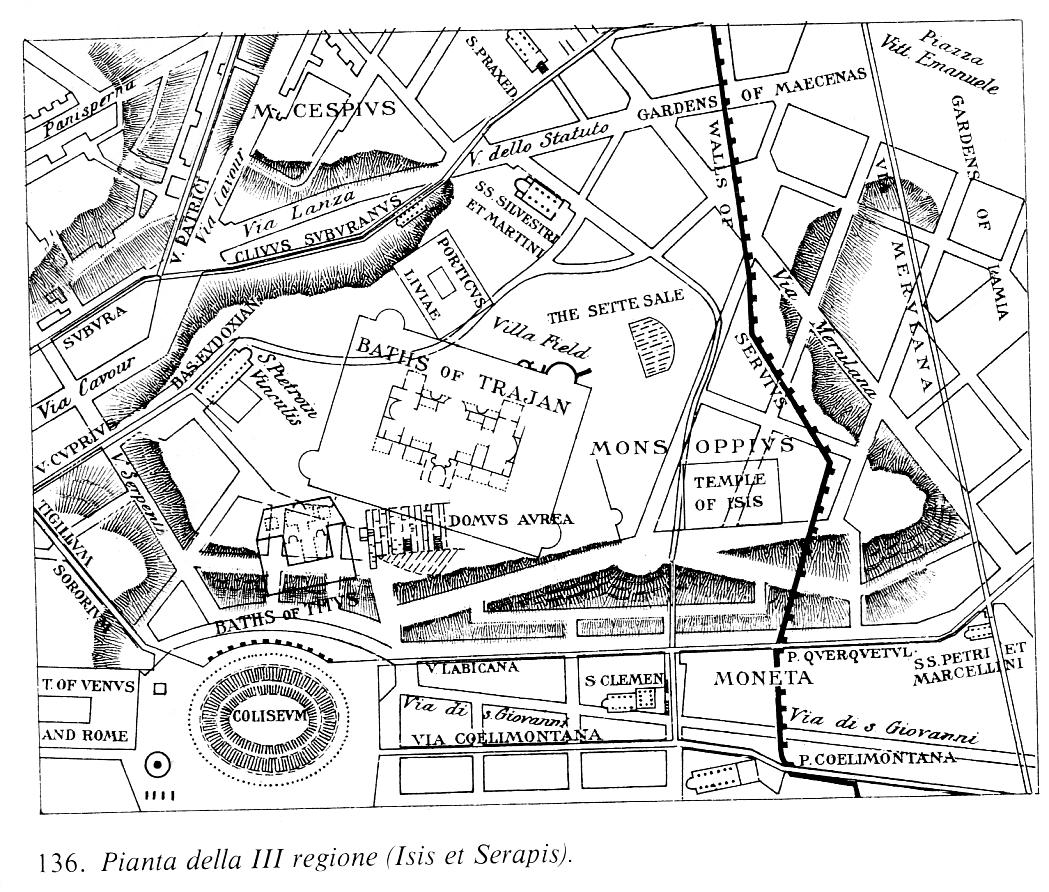
Pianta della Regio III (Colle Oppio)

La Colina del Oppio en Roma es una de las tres alturas que, junto con el Fagutal y el Cispius, formaban el Mons Esquilinus.

## Historia
En esta colina fue construido una de las aldeas prerromanas de cuya unión nació la ciudad de Roma, y la memoria de este hecho era considerada en época republicana una especie de honor, tal y como indica una inscripción encontrada junto a la Sette Sale, en las Termas de Trajano, en la que se recoge la restauración de un sacellum compitale financiado a expensas de los habitantes de la colina (de pecunia montanorum).
En la subdivisión augustea de la urbe, el Mons Oppius fue incluido en Regio III, llamada Isis et Serapis por el gran templo de Isis de la Vía Labicana, hacia el sureste del monte, entre las vías Labicana y Merulana. En dirección hacia el Vicus Suburanus se encontraba el Pórtico de Livia. 

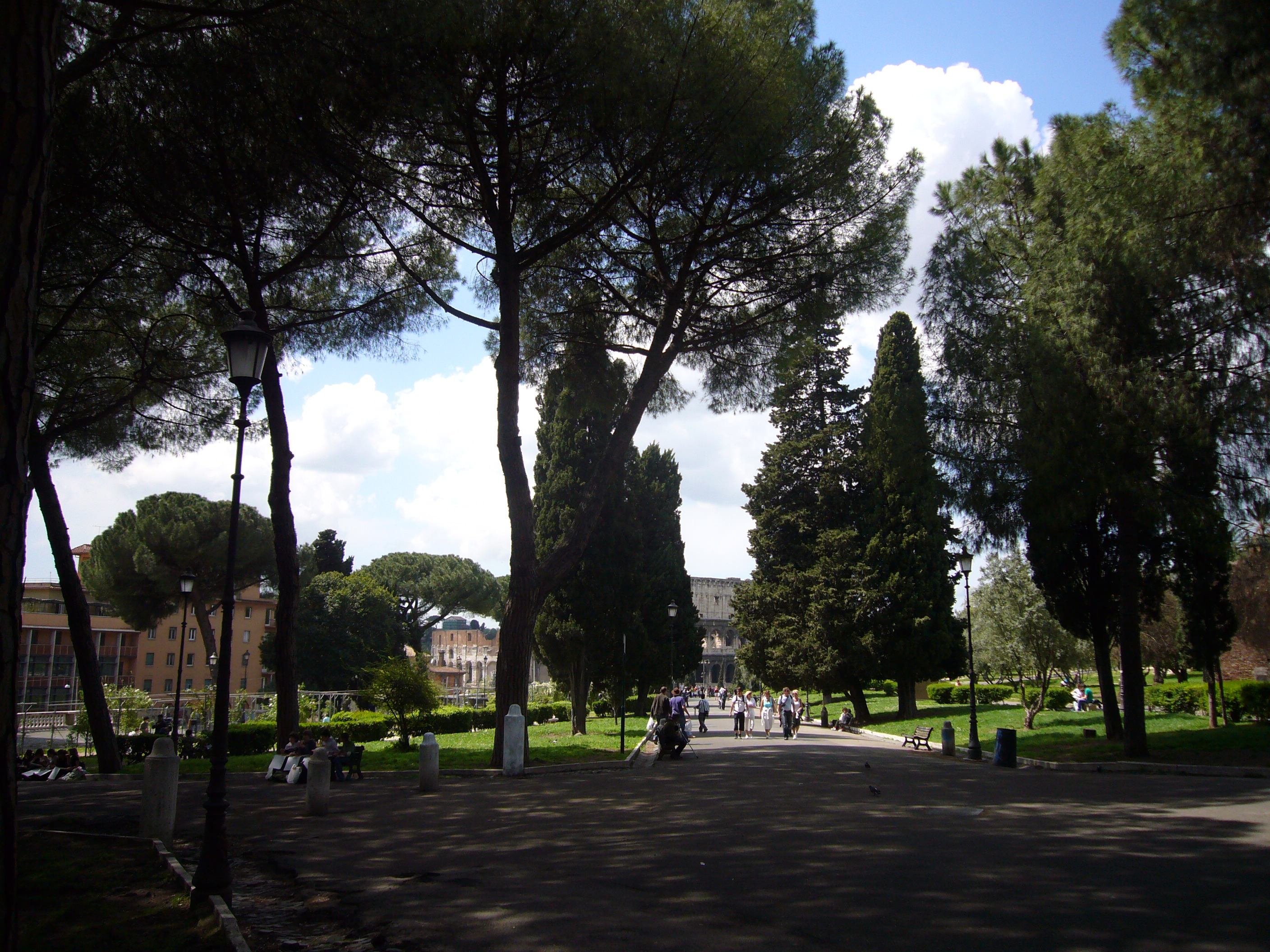
Los jardines públicos del Monte Oppio

En época de Nerón la colina fue ocupada por la Domus Aurea y, sucesivamente, por las Termas de Tito y las de Trajano. En época paleocrisitiana, se edificaron el Titulus Eudoxiae, actualmente la Basílica de San Pietro in Vincoli, y el Titulus Equitii, hoy la Basílica dei Santi Silvestro e Martino ai Monti.
En la actualidad, está asignado a la región de Monti como un pulmón verde entre la vía Labicana, la vía de los Annibaldi, la vía Cavour, la vía Giovanni Lanza y la vía Merulana. Las calles circundantes fueron intensamente edificadas desde finales del siglo XIX y comienzos del siglo XX, y los descubrimientos arqueológicos, cuando no eran expoliados, fueron incluidos en el gran Parco del Colle Oppio hasta el valle del Coliseo.

## Los jardines públicos
En 1871, dentro de la reordenación urbanística derivada de la conversión de Roma en capital de Italia, la zona del oppio fue transformada en jardines públicos, aunque el aspecto actual se debe a las reformas emprendidas entre los años 1928 y 1936 bajo la dictadura de Mussolini.
Los jardines comprenden 11 ha. y tienen entradas por el viale del Monte Oppio, la vía delle Terme di Traiano, la vía Mecenate, la vía Labicana, la vía Nicola Salvi y la vía delle Terme di Tito.

## Notas

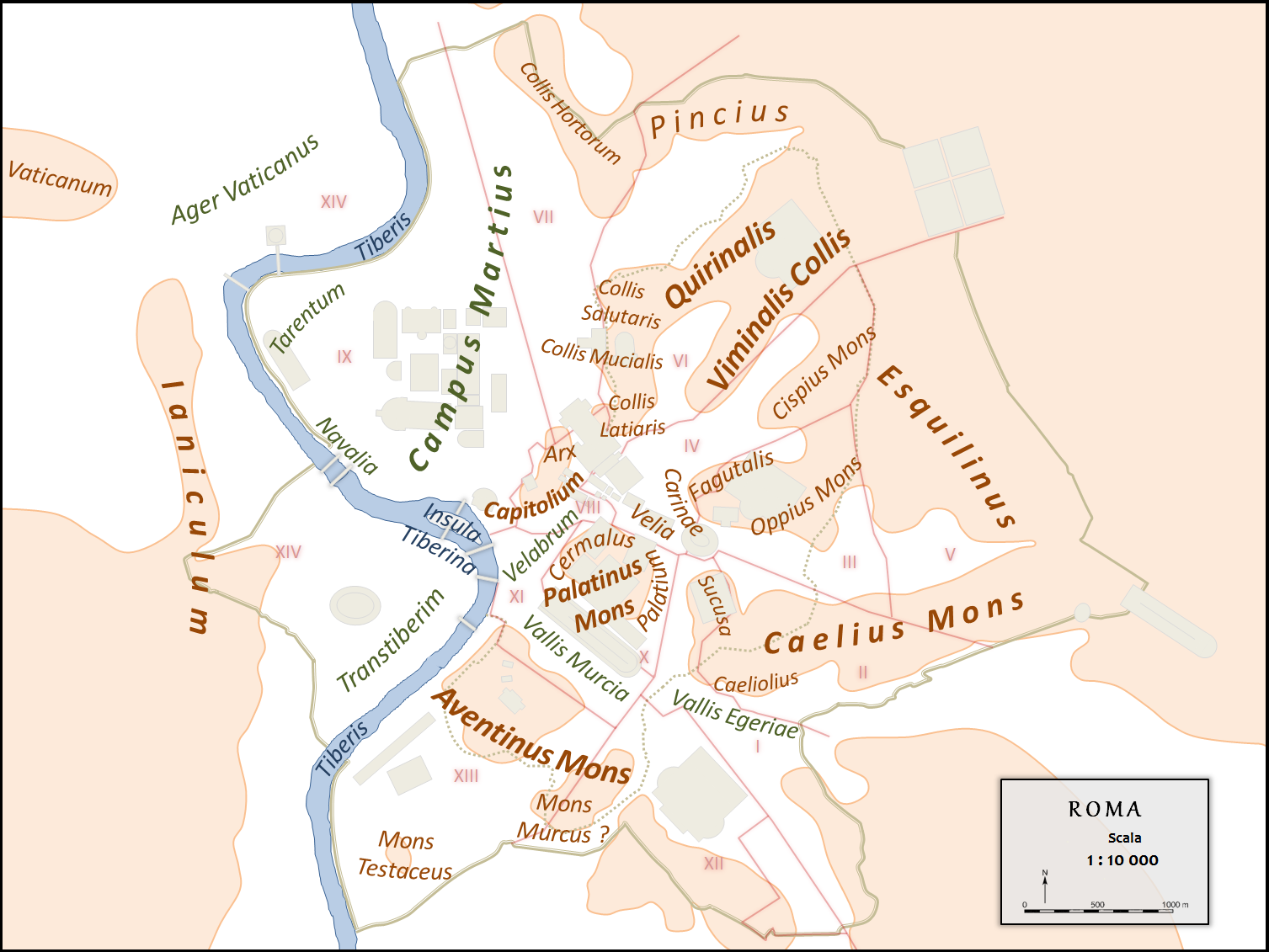
Las siete colinas de la Roma republicana.